# Lechea
Genre
Classification APG III (2009)
Lechea est un genre de plantes dicotylédones.

## Liste des espèces
Selon NCBI (16 octobre 2016) :
- Lechea cernua
- Lechea deckertii
- Lechea intermedia
- Lechea minor
- Lechea mucronata
- Lechea pulchella
- Lechea sessiliflora
- Lechea tripetala

Selon ITIS (16 octobre 2016) :
- Lechea cernua Small
- Lechea deckertii Small
- Lechea divaricata Shuttlw. ex Britt.
- Lechea intermedia Leggett ex Britt.
- Lechea lakelae Wilbur
- Lechea maritima Leggett ex B.S.P. - Léchéa maritime
- Lechea mensalis Hodgdon
- Lechea minor L.
- Lechea mucronata Raf.
- Lechea pulchella Raf.
- Lechea racemulosa Michx.
- Lechea sansabeana (Buckl.) Hodgdon
- Lechea sessiliflora Raf.
- Lechea stricta Leggett ex Britt.
- Lechea tenuifolia Michx.
- Lechea torreyi Leggett ex Britt.
- Lechea tripetala (Moc. & Sesse ex DC.) Britt.